# Малакофф (Техас)
Малакофф (англ. Malakoff) — місто (англ. city) в США, в окрузі Гендерсон штату Техас. Населення — 2179 осіб (2020).

## Географія
Малакофф розташований за координатами 32°10′24″ пн. ш. 96°1′16″ зх. д. / 32.17333° пн. ш. 96.02111° зх. д. (32.173315, -96.021051).  За даними Бюро перепису населення США в 2010 році місто мало площу 7,48 км², з яких 7,45 км² — суходіл та 0,04 км² — водойми.

## Демографія
Згідно з переписом 2010 року, у місті мешкали 2324 особи в 866 домогосподарствах у складі 587 родин. Густота населення становила 311 осіб/км².  Було 1034 помешкання (138/км²).
Расовий склад населення:
| - 69,5 % — білих - 18,7 % — чорних або афроамериканців - 0,7 % — корінних американців - 0,1 % — азіатів - 8,7 % — осіб інших рас |

До двох чи більше рас належало 2,2 %. Частка іспаномовних становила 16,0 % від усіх жителів.
За віковим діапазоном населення розподілялося таким чином: 26,9 % — особи молодші 18 років, 54,3 % — особи у віці 18—64 років, 18,8 % — особи у віці 65 років та старші. Медіана віку мешканця становила 38,3 року. На 100 осіб жіночої статі у місті припадало 87,4 чоловіків;  на 100 жінок у віці від 18 років та старших — 80,9 чоловіків також старших 18 років.
Середній дохід на одне домашнє господарство  становив 34 887 доларів США (медіана — 26 842), а середній дохід на одну сім'ю — 40 569 доларів (медіана — 31 815). За межею бідності перебувало 33,2 % осіб, у тому числі 43,5 % дітей у віці до 18 років та 14,7 % осіб у віці 65 років та старших.
Цивільне працевлаштоване населення становило 835 осіб. Основні галузі зайнятості: освіта, охорона здоров'я та соціальна допомога — 31,5 %, будівництво — 9,6 %, роздрібна торгівля — 9,1 %, виробництво — 8,7 %.